# العلاقات الكويتية البنمية
العلاقات الكويتية البنمية هي العلاقات الثنائية التي تجمع بين الكويت وبنما.

## مقارنة بين البلدين
هذه مقارنة عامة ومرجعية للدولتين:
| وجه المقارنة                                              | الكويت        | بنما                      |
| --------------------------------------------------------- | ------------- | ------------------------- |
| المساحة (كم2)                                             | 17.82 ألف     | 74.18 ألف                 |
| عدد السكان (نسمة)                                         | 4.14 مليون    | 4.10 مليون                |
| الكثافة السكانية (ن./كم²)                                 | 232.32        | 55.27                     |
| العاصمة                                                   | مدينة الكويت  | بنما                      |
| اللغة الرسمية                                             | اللغة العربية | اللغة الإسبانية           |
| العملة                                                    | دينار كويتي   | بالبوا بنمي، دولار أمريكي |
| الناتج المحلي الإجمالي (بليون دولار)                      | 120.13 مليار  | 61.84 مليار               |
| الناتج المحلي الإجمالي (تعادل القوة الشرائية) بليون دولار | 290.53 مليار  | 87.37 مليار               |
| الناتج المحلي الإجمالي الاسمي للفرد دولار أمريكي          | 29.30 ألف     | 13.27 ألف                 |
| الناتج المحلي الإجمالي للفرد دولار أمريكي                 | 73.25 ألف     | 20.89 ألف                 |
| مؤشر التنمية البشرية                                      | 0.816         | 0.780                     |
| رمز المكالمات الدولي                                      | +965          | +507                      |
| رمز الإنترنت                                              | .kw           | .pa                       |
| المنطقة الزمنية                                           | ت ع م+03:00   | 00                        |

## منظمات دولية مشتركة
يشترك البلدان في عضوية مجموعة من المنظمات الدولية، منها:
| علم المنظمة | اسم المنظمة                               | تاريخ انضمام الكويت | تاريخ انضمام بنما |
| ----------- | ----------------------------------------- | ------------------- | ----------------- |
|             | يونسكو                                    | 18 نوفمبر 1960      | 10 يناير 1950     |
|             | مؤسسة التمويل الدولية                     | 13 سبتمبر 1962      | 20 يوليو 1956     |
|             | المركز الدولي لتسوية المنازعات الاستشارية | 4 مارس 1979         | 8 مايو 1996       |
|             | منظمة حظر الأسلحة الكيميائية              | ?                   | ?                 |
|             | مؤسسة التنمية الدولية                     | 13 سبتمبر 1962      | 1 سبتمبر 1961     |
|             | منظمة التجارة العالمية                    | ?                   | ?                 |
|             | وكالة ضمان الاستثمار متعدد الأطراف        | 12 أبريل 1988       | 21 فبراير 1997    |
|             | الاتحاد البريدي العالمي                   | ?                   | ?                 |
|             | منظمة الشرطة الجنائية الدولية             | ?                   | ?                 |
|             | الأمم المتحدة                             | 14 مايو 1963        | 13 نوفمبر 1945    |
|             | الاتحاد الدولي للاتصالات                  | 14 أغسطس 1959       | 14 يوليو 1914     |
|             | البنك الدولي للإنشاء والتعمير             | 13 سبتمبر 1962      | 14 مارس 1946      |

## وصلات خارجية
- موقع وزارة الخارجية الكويتية
- موقع وزارة الخارجية البنمية